# Sphaerius madecassus
Sphaerius madecassus är en skalbaggsart som beskrevs av Renaud Maurice Adrien Paulian 1949. Sphaerius madecassus ingår i släktet Sphaerius och familjen strandsandbaggar. Inga underarter finns listade i Catalogue of Life.